# Vildana Selimbegović
Vildana Selimbegović z domu Lolić (ur. 27 lipca 1963 w Travniku) – bośniacka dziennikarka, redaktorka naczelna dziennika Oslobođenje, mieszka i pracuje w Sarajewie.

## Życiorys
Vildana Selimbegović uczęszczała do szkoły podstawowej i gimnazjum w Travniku. Studia dziennikarskie ukończyła w 1987 na Wydziale Nauk Politycznych Uniwersytetu w Sarajewie.
Karierę dziennikarską rozpoczęła w 1989 w sarajewskiej gazecie Večernji novine, początkowe w dziale zajmującym się Sarajewem, a później polityką wewnętrzną, gdzie zajmowała się strajkami związków zawodowych. Była najmłodszą dziennikarką w dziale. Od początku wojny w Bośni i Hercegowinie prowadziła relacje z pierwszych linii frontu Armii Republiki Bośni i Hercegowiny. W tym czasie napisała około 1000 notatek z terytorium całej Bośni i Hercegowiny. W latach 1994–2008 pracowała w magazynie Dani jako redaktorka, asystentka oraz zastępczyni głównego i odpowiedzialnego redaktora, redaktorka wykonawcza, zastępczyni dyrektora, a także główna i odpowiedzialna redaktorka (2000–2003, 2005–2008). Była pierwszą kobietą w Bośni i Hercegowiny na takim stanowisku.
W 1997 jako pierwsza opublikowała fragmenty utajnionych protokołów z postępowania sądowego z 1994, w którym oskarżeni szczegółowo opisywali zbrodnię w Kazani. W efekcie otrzymywała groźby śmierci, zaś pod redakcją Dani zdetonowano bombę. W późniejszym okresie była wśród inicjatorów postawienia pomnika upamiętniającego zbrodnię.
W październiku 2008 Selimbegović została redaktorką naczelną najstarszego dziennika w państwie – Oslobođenja.
Laureatka szeregu nagród.